# Playa de la Charca/Salomar
La playa de la Charca o del Salomar está situada en el municipio español de Salobreña, en la provincia de Granada, comunidad autónoma de Andalucía. Posee una longitud de alrededor de 1800 metros y un ancho promedio de 64 metros. Es una playa extensa y ancha, con ambiente familiar y buenos servicios. Cuenta con paseo marítimo, tras el que se asientan varias urbanizaciones y edificios asociados al turismo.